# Christoph Jacobs
Christoph Jacobs (* 1958 in Köln) ist ein deutscher römisch-katholischer Theologe.

## Leben
Er wuchs in Hagen auf und besuchte das dortige Albrecht-Dürer-Gymnasium. Er studierte Philosophie und Theologie in Paderborn und Freiburg im Üechtland. Nach der Priesterweihe 1985 war anschließend 3 Jahre Vikar in Meschede. Das Studium (1988–1993) der Psychologie an der Universität Fribourg schloss er mit dem Lizentiat in Klinischer Psychologie ab. Seit 1994 hat er einen Lehrauftrag für Psychologie an der Katholischen Hochschule Paderborn. Seit 1995 hat er einen Lehrauftrag für Pastoraltheologie und Pastoralpsychologie am Priesterseminar Paderborn. Nach der Promotion 1998 in Pastoraltheologie/Pastoralpsychologie in Passau leitete er von 1998 bis 2008 die Priesterfortbildung im Erzbistum Paderborn. Seit 1998 ist er Seelsorger im Pastoralverbund Borchen. Von 1999 bis 2015 hatte er einen Lehrauftrag für Psychologie im Studiengang für Caritaswissenschaften und Christliche Gesellschaftslehre an der Theologischen Fakultät in Passau. Seit 1999 hat er einen Lehrauftrag für Psychologie an der PTH Münster. Seit 2008 lehrt er als Professor für Pastoralpsychologie und Pastoralsoziologie an der Theologischen Fakultät Paderborn. Seit 2010 hat er einen Lehrauftrag für Psychologie an der Theologischen Fakultät Fulda.

## Forschung
Ein hauptsächlicher Schwerpunkt seiner Forschung ist die Salutogenese. Im pastoraltheologischen Bereich beschäftigt ihn insbesondere die Förderung der Kompetenzen von Seelsorgenden und die Organisationsentwicklung in der Kirche.

## Privates
Sein Bruder Markus Jacobs ist ebenfalls katholischer Priester.